# Winthemia brevicornis
Winthemia brevicornis är en tvåvingeart som beskrevs av Shima, Chao och Zhiang 1992. Winthemia brevicornis ingår i släktet Winthemia och familjen parasitflugor.
Artens utbredningsområde är Yunnan (Kina). Inga underarter finns listade i Catalogue of Life.